# Avicida

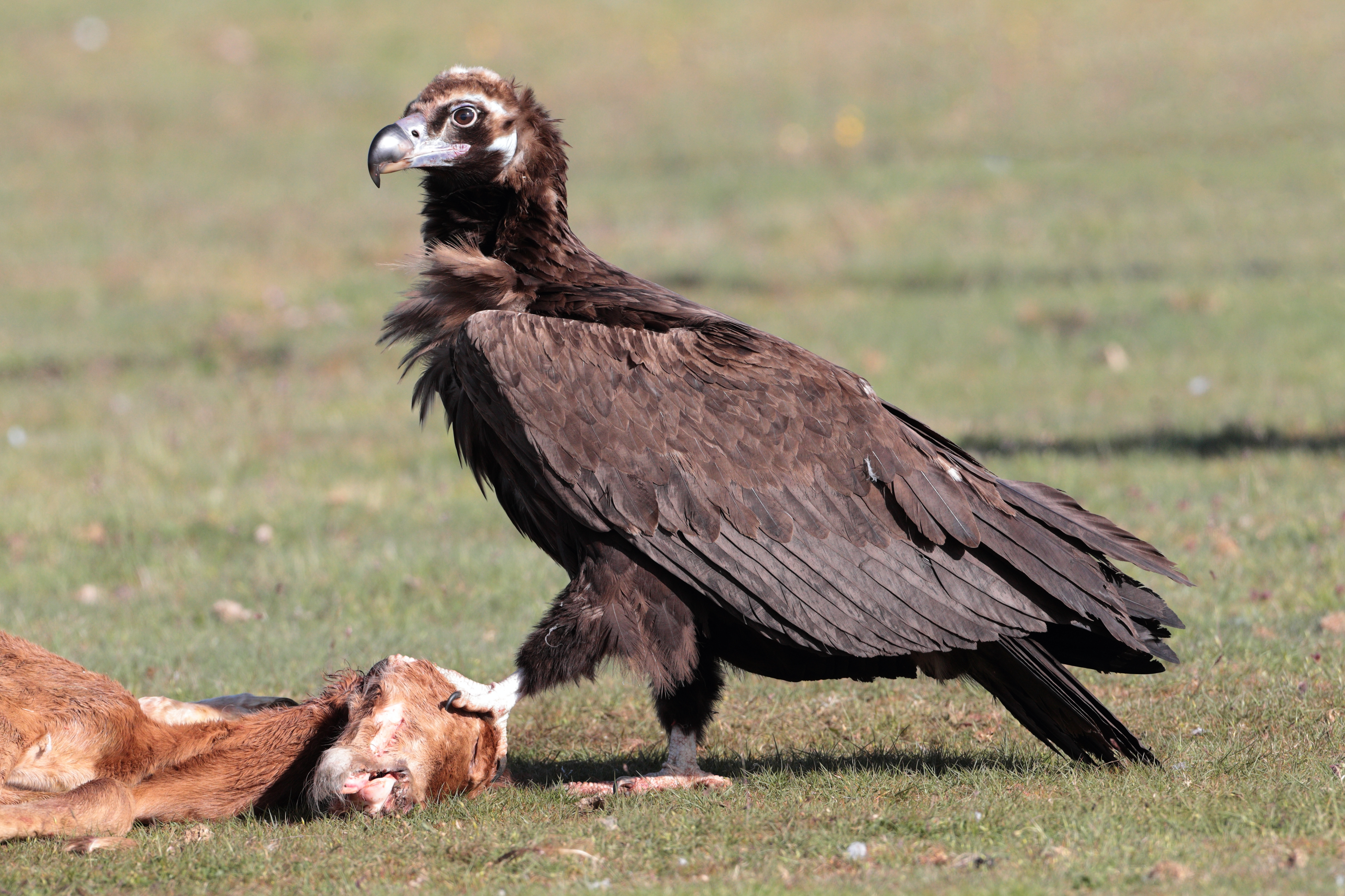
Las aves rapaces son las más perjudicadas debido a que se encuentran al final de la cadena trófica y se acumulan los tóxicos.

Se llama avicida a las sustancias (normalmente una sustancia química) empleadas para producir la muerte en pájaros. Se pueden utilizar para llevar a cabo un control del crecimiento poblacional de las aves.

## Tipos de avicidas
Tradicionalmente se ha usado la estricnina por su fácil adquisición, sin embargo es tóxico para el hombre y otras especies animales. También existen derivados clorados como DRC-1339 y CPTH. Diferenciamos también la endrina, resulta muy tóxico para varias especies (peces, insectos), en las aves perjudica el proceso de reproducción por intoxicación aguda, mortal y delgadez del cascarón. Debido a su escasa selectividad por las aves su uso está restringido e incluso prohibido en algunos países debido a que pueden afectar a especies protegidas.
En la práctica se usan productos químicos repelentes y otras estrategias como cañones de ruido, redes, plásticos amarillos. 

## Historia
Durante el exterminio de gorriones en China, una de las “cuatro plagas” (1958), el procedimiento más frecuente para la eliminación de gorriones fue por envenenamiento. Pero también se movilizó a la población para que golpeasen ollas y sartenes hasta que los gorriones y otros pájaros cayeran muertos de agotamiento. 
Durante los años 60 los insecticidas organoclorados como el DDT puedo ser responsable del descenso en el número de cernícalo y aguilucho
El envenenamiento con estricnina generó la muerte de muchas rapaces y carroñeros. Debido a que estas aves se alimentan de pequeños roedores o animales muertos, estos venenos se bioacumulaban en las aves, poniendo en serio peligro especies que ahora están protegidas.